# Podílná
Podílná (deutsch: Halbgebäu) ist eine Ansiedlung der Gemeinde Hazlov (deutsch Haslau) im Okres Cheb in Tschechien.

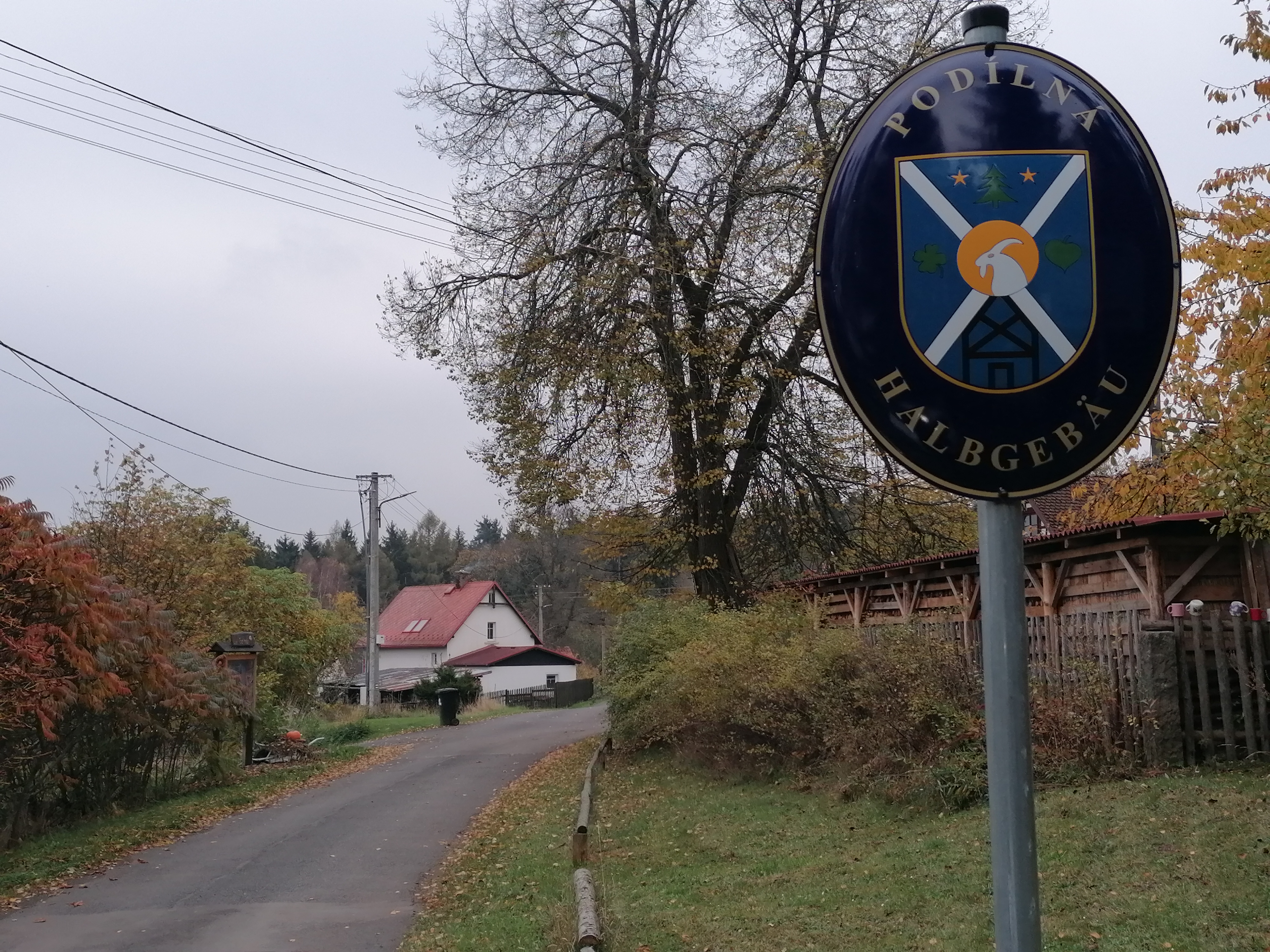
Podílná (Halbgebäu), Oktober 2024

## Geografie
Das Sackgassendorf liegt im äußersten Westen des Landes. Von Norden über den Westen bis zum Süden hin ist der Ort von Wald umgeben. Die einzige Straßenverbindung führt ins Nachbarviertel Polná (deutsch Hirschfeld); die beiden Siedlungen sind einen Kilometer voneinander entfernt. Zwei Kilometer östlich befindet sich ein anderes Hazlover Viertel, Vlastislav (deutsch Seichenreuth), ist aber nicht direkt zu erreichen. Zwei Kilometer südlich liegt der Hauptort der Nachbargemeinde Libá (deutsch Liebenstein).